# Nikolaj Fёdorovič Sadkovič
Nikolaj Fёdorovič Sadkovič (21 gennaio 1907 – Mosca, 16 agosto 1968) è stato un regista cinematografico sovietico.

## Filmografia (parziale)

### Regista
- Šumi gorodok (1939)[1][2]
- Majskaja noč' (1940)[3]